# Dragon Quest II: Luminaries of the Legendary Line
Dragon Quest II: Luminaries of the Legendary Line (Dragon Quest 2 Os Luminares da lendária linhagem), chamado no Japão de Dragon Quest II: Akuryō Sem Kamigami (ドラゴンクエストII 悪霊の神々, Doragon Kuesuto Tsū Akuryō No Kamigami) (Em portugues: Dragon Quest 2: O panteão dos espiritos malignos) e de Dragon Warrior II nas versões norte-americanas também conhecido como , é um jogo de RPG desenvolvido pela Chunsoft e publicado pela Enix em 1987 para o Famicom e para o MSX e  na América do Norte pela Nintendo em 1990 para o Nintendo Entertainment System, sendo parte da série Dragon Quest (que era conhecida na América do Norte como Dragon Warrior).

## História
A história do jogo se passa 100 anos após o primeiro game, depois os eventos do primeiro jogo como descrito no final, o herói se casa com a princesa Gwaelin (Laura no original em japones), juntos, os dois vão morar nas terras para além de Alefgard (aonde se passa o jogo original) em uma região chamada Torland.
Seus filhos criam então 3 reinos, Midenhall (Laurasia no original em japones), Cannock (no japão Samartoria) e Moonbrooke.
Os anos de paz nesses reinos acabam quando o maligno feiticeiro Hargon e seu culto atacam o castelo de Moonbrooke, antes do castelo cair, um dos soldados a beira da morte escapa e informa o rei de Midenhall da vindoura ameaça.
O rei, já muito velho, incumbe então a seu filho, o Príncipe de Midenhall a buscar por ajuda daqueles que possuem o sangue de Erdrick, seu heroico ancestral, para que juntos consigam deter Hargon e seus servos.

## Personagens
- Principe de Midenhall - É o personagem inicial do jogo e também o mais forte fisicamente do trio de heróis, em compensação é o único que n possui acesso a magia (sendo curiosamente o único herói principal da franquia a ter esse estilo de status). Junto com seus dois primos, o príncipe de Cannock e a princesa de Moonbrooke forma o grupo conhecido como herdeiros de Erdrick ou luminares. Na versão original era originalmente o único dos 3 a poder atingir o nível 50.
- Príncipe de Cannock - É o segundo a se unir ao time, é o meio termo do grupo, um guerreiro hábil porém não tão forte quanto seu primo o príncipe de Midenhall, apesar de possuir também um leve arsenal de magias, seu poder magico é menor que o de sua prima a princesa de moonbrooke, devido a essa mistura de habilidades acaba sendo portanto o mais versátil do trio. Costuma fazer diversas paradas durante suas viagens, causando problemas para os que desejam encontrá-lo. Na versão original possui 45 como nível máximo.
- Princesa de Moonbrooke - É a clássica maga, seu poder físico é pífio porém compensa tendo magias devastadoras, no inicio do game é transformada em um cachorro por Hargon, porém seus primos conseguem quebrar o feitiço a colocando na frente do espelho de Rá, um item magico que força o ser refletido nele a assumir sua verdadeira forma. Seu nivel máximo na versão original era 35 pois era a ultima a entrar na equipe.
- Don Calico - (Também conhecido como Don Mahone ou Mohame) Um tecelão habilidoso da vila de Tuhn e o único capaz de construir a famigerada veste fluida (a melhor armadura do jogo tanto para o príncipe de Cannock como para a princesa de Moonbrooke), Para tal, pede aos luminares que achem 2 itens para sua fabricação, o novelo celestial e o tear delicado.
- Rogue Fastfinger - (Também conhecido como Lagos na versão japonesa), é um ladrão da vila de Tuhn (conhecida como Slewse nas versões modernas), fora capturado pelo povo de Burrowell (Wellgarth no original) e jogado na prisão, consegue enganar os guardas sempre fugindo para um compartimento secreto em sua cela, ao ser encontrado entrega a chave das comportas para seu segredo não ser revelado. Uma versão mais jovem desse mesmo personagem aparece em Dragon Quest X.
- Tataraneto do Dragonlord - É o descendente do vilão do primeiro jogo, o Dragonlord, tendo uma aparência idêntica ao tataravô e morando no mesmo palácio porém em ruinas. Ao contrario de seu antepassado, ele é um sujeito bondoso que adora clamar que o mundo o pertence mas somente para manter a reputação da família a qual ele defende com orgulho. Por discordar de Hargon ajuda os luminares os revelando a existência dos 5 símbolos que devem ser obtidos para vencerem o vilão.
- Rubiss - É a deusa criadora da terra, quando os 5 símbolos são apresentados em seu templo ela concede ao trio um amuleto, o olho de Rubiss, com o qual o usuário pode revelar ilusões magicas. Os auxilia principalmente pois fora ajudada por Erdrick, o antepassado dos herois no passado.
- Hargon - É o principal vilão do jogo, trata-se de um perverso feiticeiro que junto com seu culto chamado de  as crianças de hargon, deseja trazer ao mundo um deus maligno, é o objetivo principal dos luminares derrotá-lo.

## Jogabilidade
O jogo apresenta uma expansão das ideias apresentadas no título antecessor, sendo seu principal chamativo as batalhas em times ao contrario do primeiro título aonde eram combates 1 contra 1.
Status negativos outrora inexistentes como envenenamento foram implementados nesse segundo game, para acomodar tal mudança, as igrejas agora possuem o papel de ponto de cura/ressurreição ao invés de meras aparições cosméticas.
Os feitiços no game agora não apenas se limitavam a dano/cura/sono, os jogadores puderam pela primeira vez alterar status de inimigos ou aliados como a defesa, dando maior variabilidade aos confrontos.
O mapa do jogo aumentou consideravelmente em relação a Dragon Quest, sendo maior que o dobro do tamanho de seu antecessor, já na navegação do mapa os jogadores podiam acessar um veiculo, um navio, para poder alcançar terras inicialmente inalcançáveis.
As chaves quebráveis do primeiro game foram substituídas por conveniência por chaves fixas que abrem portas específicas, tornando o jogo mais simples nesse aspecto, evitando que o jogador seja forçado a carregar múltiplas unidades de chaves de modo a obstruir o inventario limitado.
Um mini game de tômbola fora adicionado ao jogo, que confere ao jogador itens dependendo do sucesso do mesmo, o mini game pode ser jogado ao custo de tickets ganhos como brinde ao comprar itens nas lojas.

## Recepção
A versão do jogo para o Famicom foi um sucesso comercial no Japão, tendo vendido aproximadamente 2,4 milhões de cópias até 31 de março de 2003. Em 2006, leitores da Famitsu votaram no jogo como o 17º melhor jogo eletrônico de todos os tempos.